# Irene Vallejo
Irene Vallejo Moreu (Saragosse, 1979) est une philologue et écrivaine espagnole. Elle a reçu de nombreux prix, entre autres le Prix national de l'Essai 2020 pour son livre L'infini dans un roseau.

## Biographie
Irene Vallejo obtient un doctorat en philologie classique à l'université de Saragosse puis à celle de Florence. Elle se consacre ensuite principalement à la recherche et divulgation d'auteurs classiques. Elle collabore avec les journaux Heraldo de Aragón et El País, où elle publie des articles mêlant des sujets d'actualité avec des apprentissages tirés du monde ancien. Deux livres, El pasado que te espera et Alguien habló de nosotros, recueillent les articles de ses colonnes hebdomadaires.
En 2011, elle publie son premier roman, La luz sepultada. C'est une histoire quotidienne de sentiments et peurs située à Saragosse en 1936, à la veille de l'éclatement de la guerre civile espagnole. Son deuxième roman, El silbido del arquero, met en place une histoire d'aventures et d'amour ayant lieu dans un passé lointain, tout en se rapprochant des conflits contemporains. Elle publie aussi des livres pour la jeunesse, tels que El inventor de viajes, illustré par José Luis Cano, et La leyenda de las mareas mansas, en collaboration avec la peintre Lina Vila (es) Son récit Le mal invisible fait partie de  l'anthologie de narratrices aragonaises Hablarán de nosotras (2016).
En 2020, elle reçoit le prix national de l'Essai pour son livre L'infini dans un roseau, devenant la cinquième femme à le recevoir depuis sa création en 1975.
Le 23 avril 2021, à l'occasion du Jour international du Livre et de la fête régionale de l'Aragon, elle reçoit la plus grande distinction institutionnelle attribuée par le gouvernement d'Aragon : le prix Aragon 2021. Ce dernier lui est livré au palais de l'Aljaferia, où siège le parlement aragonais. Lors de la remise du prix, elle affirme que c'est pendant une visite au palais de l'Aljaferia que lui vint l'idée d'écrire L'infini dans un roseau.
Le matin de cette même journée, elle donne à Barcelone le discours d'inauguration de la Lecture du Jour du Livre (Sant Jordi), accompagnée de la mairesse Ada Colau.

## Œuvres
- Terminología libraria y crítico-literaria en Marcial (2008)
- El pasado que te espera (2010)
- La luz sepultada (2011)
- El inventor de viajes (2014)
- La leyenda de las mareas mansas (2015)
- El silbido del arquero (2015)
- Alguien habló de nosotros (2017)
- El infinito en un junco (L'infini dans un roseau) (2019)
- Manifiesto por la lectura (2020)
- Etincelles d'humanité : Chroniques, trad. fr. Anne Plantagenet, Paris, Les Belles Lettres, 230 p., 2024  (ISBN 978-2251456447)

## Prix et reconnaissances
- Prix Búho aux Aragonais de l'année (1997).
- Prix de la Sociedad Española de Estudios Clásicos au meilleur travail de recherche (2005).
- Mention spéciale du jury du prix international de roman historique Villa de Zaragoza (2012).
- Prix Sabina de Plata (2017).
- Prix Ojo crítico de narration (2019).
- Prix Los libreros recomiendan, dans la catégorie « non fiction », pour El infinito en un junco (2020).
- Prix national de l'essai pour El infinito en un junco (2020).
- Prix littéraire José Antonio Labordeta (2020).
- Prix Aragón, du gouvernement aragonais (2021).
- Prix Heraldo aux valeurs humaines et à la connaissance (2021).
- Prix de la Sociedad Española de Estudios Clásicos à la diffusion, promotion et défense des études classiques (2021).
- Prix Antonio de Sancha 2022, Association des éditeurs de Madrid dans sa 26e édition, pour sa "contribution extraordinaire à la connaissance de l'histoire du livre et à la promotion de la lecture" à travers son ouvrage El infinito en un junco.
- IX Prix international d'essai Pedro Henríquez Ureña, décerné par l'Académie mexicaine de la langue[9]. Le jury, composé de Gonzalo Celorio, Adolfo Castañón, Jesús Silva-Herzog Márquez, Liliana Weinberg et Angelina Muñiz-Huberman, a souligné le génie de l'auteur et sa capacité à renouveler la tradition du genre de l'essai, qui se manifeste tout au long de son œuvre et, en particulier, dans son livre L'infini dans un roseau.